# Cămărzana
Cămărzana es una comuna ubicada en el distrito de Satu Mare, Rumania.

## Superficie
Posee una superficie de 49,36 kilómetros cuadrados.

## Demografía
Hasta 2021 la población era de 2362 habitantes, con una densidad de población de 47,85 habitantes por kilómetro cuadrado.